# 钟楼街道 (陇南市)
钟楼街道，是中华人民共和国甘肃省陇南市武都区下辖的一个街道办事处。
2014年，陇南市人民政府批复同意调整城关镇管辖区域，设立钟楼、吉石坝2个街道办事处。

## 行政区划
钟楼街道下辖以下地区：
旧城山社区、钟楼滩社区、阳山村、孟家山村、庙塄村、水子山村、腰道山村、灰崖子村和葛条坪村。